# Arisaema parisifolia
Arisaema parisifolia är en kallaväxtart som beskrevs av Jin Murata. Arisaema parisifolia ingår i släktet Arisaema och familjen kallaväxter. Inga underarter finns listade.